# AEG PE
L'AEG PE (Panzer Einsitzer, monoplace blindé) était un monoplace d'attaque au sol dont l’unique prototype effectua son premier vol en mars 1918. C'était un triplan construit presque entièrement en métal : fuselage blindé en alliages légers, voilure en dural entoilée. Il fut abandonné car difficilement capable de rivaliser en combat tournoyant avec un autre chasseur. Bien que d’une stabilité médiocre, c’était pourtant un avion facile à piloter. Mais personne n’envisageait à l’époque de produire en série un avion spécialisé dans l’attaque au sol à basse altitude.